# Catherine Ardagh
Catherine Ardagh es una política, perteneciente del Fianna Fáil y miembro del Seanad Éireann y del Consejo de la Ciudad de Dublín (mandato cumplido).
Fue elegida al Senado en abril de 2016; habiendo sido elegida al Consejo de la Ciudad de Dublín en 2014, habiendo fallado en ser electa en 2009.
Catherine es hija del ex diputado (TD) Seán Ardagh.